# Lundarháls
Lundarháls är ett berg i republiken Island. Det ligger i regionen Västlandet, 50 km norr om huvudstaden Reykjavík. Toppen på Lundarháls är 391 meter över havet.
Trakten runt Lundarháls är nära nog obefolkad, med mindre än två invånare per kvadratkilometer. Närmaste större samhälle är Hvanneyri, omkring 18 kilometer väster om Lundarháls. Trakten runt Lundarháls består i huvudsak av gräsmarker.